# Strömsberg, Karlskrona kommun
Strömsberg är en småort i Rödeby socken i Karlskrona kommun i Blekinge län.